# Биденштет
Биденштет (њем. Büddenstedt) општина је у њемачкој савезној држави Доња Саксонија. Једно је од 26 општинских средишта округа Хелмштет. Према процјени из 2010. у општини је живјело 2.931 становника. Посједује регионалну шифру (AGS) 3154003.

## Географски и демографски подаци
Биденштет се налази у савезној држави Доња Саксонија у округу Хелмштет. Општина се налази на надморској висини од 99 метара. Површина општине износи 19,5 km². У самом мјесту је, према процјени из 2010. године, живјело 2.931 становника. Просјечна густина становништва износи 150 становника/km².

## Међународна сарадња
| Мјесто | Држава               | Врста сарадње | Од    |
| ------ | -------------------- | ------------- | ----- |
| Нортам | Уједињено Краљевство | партнерство   | 1983. |
|        | Француска            | партнерство   | 1973. |
| Извор  |                      |               |       |